# مساك الذباب
مَسّاك الذباب (الاسم العلمي: Myiagra)، جنس طيور جاثمة من فصيلة خطاف الذباب السلطاني، والذي يشار إليه أحيانًا باسم صائد الذباب عريض المنقار أو ببساطة عريضات المنقار مواطنها الأصلية في أأسترالاسيا.